# Belisario Cristaldi

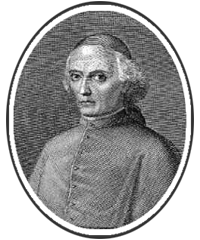
Belisario Cristaldi

Belisario Cristaldi (* 11. Juli 1764 in Rom; † 25. Februar 1831 ebenda) war ein italienischer Kardinal der Römischen Kirche.

## Leben

### Jugend und Ausbildung
Er war das jüngste Kind und der einzige Sohn von Ascanio Cristaldi, Baron von Noha, und dessen Ehefrau Marianna Guglielmi. Belisario Cristaldi studierte am Collegio Romano Philosophie, später an der Universität La Sapienza, wo er 1787 oder 1788 zum Doctor iuris utriusque promoviert wurde. Seine juristische Ausbildung setzte er an der Römischen Rota fort und war Auditor unter Kardinal Giulio Maria della Somaglia.

### Laufbahn als Verwaltungsbeamter
Am 1. Juni 1798, während der französischen Besetzung Roms, wurde er Direktor des Waisenhauses Tata Giovanni nach dem Tod des Gründers Giovanni Borgi. Im Herbst 1799 wurde er Pro-Sekretär, später Assessor, des provisorischen Rates, den neapolitanische Behörden errichtet hatten. Gemeinsam mit den Adeligen Pietro Gabrielli und Camillo Massimo war er im April 1800 Mitglied einer Gesandtschaft der Stadt Rom nach Venedig zum neugewählten Papst Pius VII. Um dieselbe Zeit wurde er Konsistorialadvokat und am 19. Dezember 1800 zum Armenanwalt bestellt, tatsächlich übte er diese Funktion bereits seit dem 4. Oktober 1799 aus.
Während der napoleonischen Besatzung trat Belisario Cristaldi von allen seinen Posten zurück, er wurde von den Franzosen im Oktober 1813 aus Rom ausgewiesen und nach Bologna verbannt. Nach der Wiederherstellung des Kirchenstaates wurde er zum Mitglied der am 11. Mai 1814 von Agostino Rivarola begründeten Commissione di Stato berufen, dort nahm er alle Aufgaben der Kongregation für die Güterverwaltung wahr. Am 15. Mai desselben Jahres wurde er Mitglied der Kommission für das Eigentum der Kirche. Papst Pius VII. ernannte ihn am 19. Juni 1814 zum Päpstlichen Hausprälaten, am selben Tag wurde er Fiskalanwalt der Apostolischen Kammer und Advokat des Volkes von Rom. Belisario Cristaldi empfing am 25. September 1814 die Tonsur und war damit Kleriker. Im Juli 1815 hatte er gemeinsam mit Kardinal Ercole Consalvi Anteil an den Vorbereitungen zur Wiederherstellung der päpstlichen Herrschaft in den Provinzen di seconda recupera, den Marken und den Legationen. Ferner war er ab etwa Juli 1816 Mitglied der Kommission zur Kodifizierung eines neuen Strafprozessrechts. Von Herbst 1817 bis zu seiner Kardinalserhebung war er Rektor der Universität La Sapienza.

### Geistliche Ämter
Zum Kanoniker der Vatikanbasilika wurde er 1818 erwählt, am 4. Juni 1820 wurde er Schatzmeister der Apostolischen Kammer.
Papst Leo XII. kreierte ihn im Konsistorium vom 2. Oktober 1826 zum Kardinal in pectore, dies wurde im Konsistorium vom 15. Dezember 1828 bekanntgegeben. Den Kardinalshut und den Titel eines Kardinaldiakons von Santa Maria in Portico Campitelli erhielt Belisario Cristaldi am 21. Mai 1829. Am 23. Februar 1829 erfolgte seine Diakonenweihe. Er nahm am Konklave 1829 teil, das Pius VIII. zum Papst wählte. Die Priesterweihe empfing er am 6. Juni 1829. Für die Zeit vom 15. März 1830 bis zum 28. Februar 1831 wurde er zum Kämmerer des Heiligen Kardinalskollegiums gewählt. Er war Teilnehmer am Konklave 1830–1831, aus dem Gregor XVI. als Papst hervorging.

### Tod
Wenige Tage nach der Krönung des neugewählten Papstes starb Belisario Cristaldi und wurde in der römischen Kirche Santa Caterina di Siena della Rota in der Via Giulia beigesetzt.